# Philipp II. (Waldeck)
Philipp II. von Waldeck-Eisenberg (* 3. März 1453; † 26. Oktober 1524 auf der Sparrenburg (Bielefeld)) war Graf von Waldeck-Eisenberg. Seine Eltern waren Wolrad I. von Waldeck und Barbara von Wertheim (* 1422).
Ursprünglich war Philipp als jüngerer Sohn zum Priester bestimmt, verließ dann aber nach dem Tod seines gleichnamigen Bruders Philipp I. im Jahre 1475 aus dynastischen Gründen den geistlichen Stand und regierte die Grafschaft Waldeck zu Waldeck als Vormund seines noch unmündigen Neffen Heinrich VIII. 1486 teilte er die Grafschaft mit seinem Neffen: Philipp II. wurde Graf von Waldeck-Eisenberg, Heinrich VIII. erhielt Waldeck-Wildungen. Damit entstanden im Haus Waldeck zwei weitere Linien: die ältere Eisenberger und die ältere Wildunger Linie.
1487 gründete Philipp, gemeinsam mit Heinrich VIII. von Waldeck-Wildungen und Otto IV. von Waldeck-Landau, das Franziskanerkloster Korbach; die Mönche gehörten zur Kölnischen Ordensprovinz und befolgten die Regeln der Observanten.
1499 wurde im Eisenberg eine sehr ergiebige Goldader entdeckt, und danach herrschte drei Jahre lang Streit zwischen Waldeck und den Herren von Viermund um den Bergbau am Eisenberg.
Im Jahr 1505 erlaubte Herzog Wilhelm IV. von Jülich-Berg Philipp als seinem Statthalter in den Ämtern Ravensberg und Sparrenberg Bergwerke zu errichten. An der ersten Bergwerksgesellschaft beteiligten sich außer ihm zwei herzogliche Amtmänner und wohlhabende Bielefelder Bürger, darunter die beiden Bürgermeister. Dazu kam ein Bergbauexperte aus Thüringen.
1507 war er Besitzer der Anfang des 16. Jahrhunderts von Curd von Ense in Adorf erbauten und heute abgegangenen Steffenburg.
Philipp war ein Verbündeter des Mainzer Erzbischofs Albrecht. Deshalb wurde er im März 1516 von Götz von Berlichingen, der in Padberg weilte, gefangen genommen und nach langer Zeit gegen ein Lösegeld von 8.900 Dukaten wieder freigegeben.

## Ehe und Kinder
Am 3. November 1478 heiratete er in erster Ehe Katharina zu Solms-Lich († 1492), Tochter von Kuno zu Solms-Lich und Walpurgis von Dhaun († 12. Dezember 1492 oder 1493), mit der er folgende Kinder hatte:
- Georg (1483–1504), 1495 immatrikuliert an der alten Universität Köln (Universitas Studii Coloniensis),
- Anna (* 1485)
- Philipp III. (* 9. Dezember 1486 in Waldeck; † 1539)
- Klara (* 1487)
- Franz (* 7. Juli 1488 in Sparrenberg; †  15. Juli 1553 in Wolbeck), ab 1530 Bischof von Minden, ab 1532 auch Bischof von Osnabrück und Münster
- Elisabeth (* 1489)

Um 1497 heiratete er Katharina von Querfurt († 1521 in Kelbra), die Witwe des Günther XXXVIII. von Schwarzburg-Blankenburg.